# ...And the Circus Leaves Town
...And the Circus Leaves Town es el cuarto y último álbum del grupo californiano de stoner rock Kyuss, lanzado en 1995 por Elektra. 
Este trabajo salió a la venta el 11 de julio, tres meses antes de la disolución de la banda, y es el único que incluye a Alfredo Hernandez (ex Yawning Man y Across the River) en la batería.
En octubre de este mismo año, tras la separación, Josh Homme pasaría a formar su popular proyecto Queens of the Stone Age.
"Catamaran" pertenecía al repertorio de la mencionada exbanda de Hernandez, Yawning Man, mientras que el segmento "Day One", incluido en la extensa "Spaceship Landing", está dedicado a los fanes de Nirvana, ya que un año antes se había producido la muerte de Kurt Cobain.

## Lista de canciones
1. "Hurricane" (John Garcia/Josh Homme) – 2:41
2. "One Inch Man" (Garcia/Scott Reeder) – 3:30
3. "Thee Ol' Boozeroony" (Reeder) – 2:47
4. "Gloria Lewis" (Garcia/Homme) – 4:02
5. "Phototropic" (Homme) – 5:13
6. "El Rodeo" (Garcia/Homme) – 5:35
7. "Jumbo Blimp Jumbo" (Homme) – 4:39
8. "Tangy Zizzle" (Homme) – 2:39
9. "Size Queen" (Homme) – 3:46
10. "Catamaran" (Mario Lalli/Larri Lalli/Gary Arce) – 2:59
11. "Spaceship Landing": Incluyendo "M'deea" & "Day One" (Homme) – 34:04

## Formación
- John Garcia - Voz
- Josh Homme - Guitarra y coros
- Scott Reeder - Bajo y coros
- Alfredo Hernández - Batería y coros